# からあげ姉妹
からあげ姉妹（からあげしまい）は、日本の女性アイドルグループ・乃木坂46に所属していた生田絵梨花・松村沙友理の2人による派生ユニット。

## 概要
2014年に乃木坂46に所属していた生田絵梨花と松村沙友理が共にから揚げ好きだったことから「からあげ姉妹」と名乗ってユニットを組み、オリジナル楽曲やテレビアニメ『ポケットモンスター』の主題歌を歌唱するなどの活動を行なった。
日本唐揚協会主催の『ベストカラアゲニスト』では、女性アイドル部門で2017年・2018年・2019年の3年連続で生田が選出された。
2021年7月13日に松村が、同年12月31日に生田が乃木坂46を卒業した。

## 年表
- 2014年10月 - 10thシングル『何度目の青空か?』に収録された生田、松村2人の個人PVで「結成」される。PV内では2人が苦手な料理を行い楽曲「食物連鎖」を披露した[2]。
- 2015年
  - 3月 - 11thシングル『命は美しい』に収録された2人のペアPVで続編が描かれる[9]。
  - 7月 - 12thシングル『太陽ノック』のカップリング曲として、からあげ姉妹の楽曲「無表情」が収録される。ミュージックビデオも制作された[10]。
  - 10月22日にKADOKAWAから発売された日本唐揚協会初の公式本『からあげWalker』の“我らからあげLOVERS!”コーナーにからあげ姉妹が登場する[11]。
- 2019年5月 - 23rdシングル『Sing Out!』のカップリング曲として「曖昧」が収録される。
- 2021年 
  - 1月8日の放送からアニメ『ポケットモンスター』（テレビ東京）のOPテーマとなっている『1・2・3』を新たに担当する[3]。また、2021年2月19日に配信限定シングルとして発売された。
  - 7月13日発売の松村沙友理卒業記念写真集『次、いつ会える?』（マガジンハウス）に、からあげ姉妹としてのグラビアが掲載される[12]。